# Mejor Extranjero de la Liga Nacional de Básquet
El premio Mejor Extranjero de la LNB es un galardón anual otorgado en la Liga Nacional de Básquet desde 1991 al mejor jugador no nacido en Argentina. El ganador es seleccionado al final de la temporada regular a partir de una votación entre la Asociación de Clubes y uno de sus patrocinadores oficiales, el Diario Olé. Inicialmente la Revista Solo Básquet se encargaba de realizar la selección, pero desde 1998 el Diario Olé se encarga de hacerlo.
En total 33 jugadores fueron elegidos como mejor extranjero. David Jackson es el jugador que recibió el premio en mayor cantidad de ocasiones (3), seguido de Robert Battle, elegido dos veces. Chris Clarke es el último galardonado.

## Ganadores

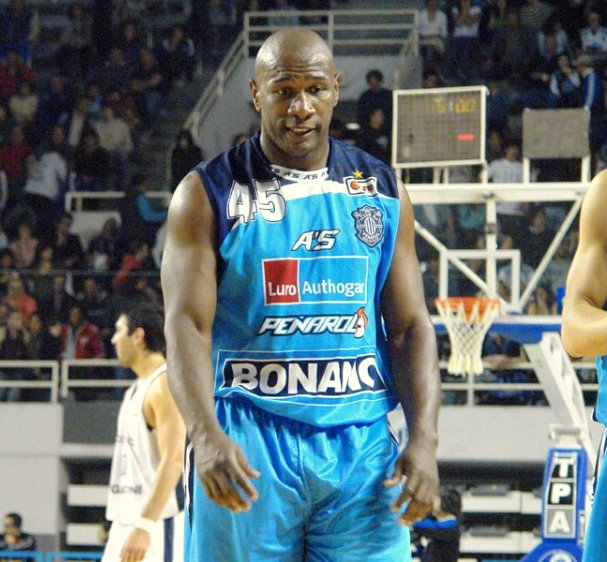
Byron Wilson, mejor extranjero de la temporada 1997–98.

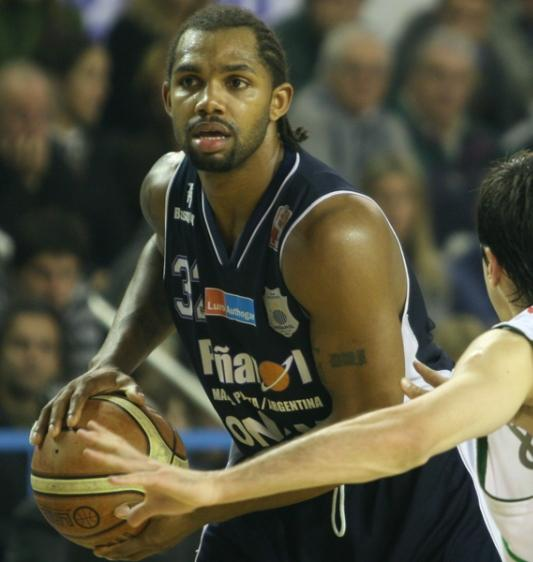
David Jackson, el extranjero que recibió el premio en más ocasiones.

| ^           | Denota jugador en activo en la LNB                                            |
| Jugador (#) | Denota el número de veces que el jugador ha obtenido el premio                |
| Equipo (#)  | Denota el número de veces que un jugador de este equipo ha obtenido el premio |

| Temporada | Jugador           | Equipo                             |
| --------- | ----------------- | ---------------------------------- |
| 1990-91   | Clarence Hanley   | Sport Club Cañadense               |
| 1991-92   | Carey Scurry      | GEPU                               |
| 1992-93   | Horacio López     | Ferro Carril Oeste                 |
| 1993-94   | Jervis Cole       | Atenas de Córdoba (1)              |
| 1994-95   | Melvin Johnson    | Independiente de General Pico      |
| 1995-96   | Michael Wilson    | Olimpia de Venado Tuerto           |
| 1996-97   | Jerome Mincy      | Boca Juniors (1)                   |
| 1997-98   | Byron Wilson      | Deportivo Roca                     |
| 1998-99   | Corey Allen       | Pico Football Club                 |
| 1999-00   | J.J. Eubanks      | Estudiantes de Olavarría (1)       |
| 2000-01   | Joseph Bunn       | Peñarol de Mar del Plata (1)       |
| 2001-02   | Ben Ebong         | Quilmes de Mar del Plata (1)       |
| 2002-03   | Lázaro Borrell    | Obras Sanitarias (1)               |
| 2003-04   | Joshua Pittman    | Atenas de Córdoba (2)              |
| 2004-05   | Sherell Ford      | Peñarol de Mar del Plata (2)       |
| 2005-06   | Antonio García    | Estudiantes de Olavarría (2)       |
| 2006-07   | Jason Osborne     | Peñarol de Mar del Plata (3)       |
| 2007-08   | Robert Battle (1) | Libertad de Sunchales (1)          |
| 2008-09   | David Jackson (1) | Peñarol de Mar del Plata (4)       |
| 2009-10   | David Jackson (2) | La Unión de Formosa (1)            |
| 2010-11   | David Jackson (3) | La Unión de Formosa (2)            |
| 2011-12   | Robert Battle (2) | Libertad de Sunchales (2)          |
| 2012-13   | John De Groat     | Boca Juniors (2)                   |
| 2013-14   | Walter Baxley     | Quilmes de Mar del Plata (2)       |
| 2014-15   | Sam Clancy, Jr.   | Gimnasia de Comodoro Rivadavia (1) |
| 2015-16   | No se eligió      | —                                  |
| 2016-17   | Dar Tucker (1)    | Estudiantes Concordia              |
| 2017-18   | Donald Sims       | Atenas de Córdoba (3)              |
| 2018-19   | Dar Tucker (2)    | San Lorenzo                        |
| 2019-20   | No se eligió      | —                                  |
| 2020-21   | Kelsey Barlow     | Hispano Americano                  |
| 2021-22   | Eric Anderson Jr  | Quimsa (1)                         |
| 2022-23   | Yoanki Mencia     | Gimnasia de Comodoro Rivadavia (2) |
| 2023-24   | Brandon Robinson  | Quimsa (2)                         |
| 2024-25   | Chris Clarke      | Obras Sanitarias (2)               |

## Historial

### Por jugador
| Jugador       | Premios | Años              |
| ------------- | ------- | ----------------- |
| David Jackson | 3       | 2009, 2010, 2011. |
| Robert Battle | 2       | 2008, 2012.       |
| Dar Tucker    | 2       | 2017, 2019.       |

### Por nacionalidad
| Jugador        | Premios | Años                                                              |
| -------------- | ------- | ----------------------------------------------------------------- |
| Estados Unidos | 27      | 1991-1992, 1994-1996, 1998-2001, 2004-2005, 2007-2022, 2024-2025. |
| Cuba           | 2       | 2003, 2023.                                                       |
| Nigeria        | 1       | 2002.                                                             |
| Panamá         | 1       | 2006.                                                             |
| Puerto Rico    | 1       | 1997.                                                             |
| Uruguay        | 1       | 1993.                                                             |

### Por club
| Equipo                         | Premios | Años                    |
| ------------------------------ | ------- | ----------------------- |
| Peñarol de Mar del Plata       | 4       | 2001, 2005, 2007, 2009. |
| Atenas de Córdoba              | 3       | 1994, 2004, 2018.       |
| Boca Juniors                   | 2       | 1997, 2013.             |
| Estudiantes de Olavarría       | 2       | 2000, 2006.             |
| Quilmes de Mar del Plata       | 2       | 2002, 2014.             |
| Gimnasia de Comodoro Rivadavia | 2       | 2003, 2023.             |
| Libertad de Sunchales          | 2       | 2008, 2012.             |
| La Unión de Formosa            | 2       | 2010, 2011.             |
| Quimsa                         | 2       | 2022, 2024.             |
| Obras Sanitarias               | 2       | 2003, 2025.             |